# Prix Olof-Palme
Le prix Olof-Palme pour les droits de l'homme récompense les personnalités dont l'action s'inscrit dans l'esprit de l'ancien Premier ministre suédois Olof Palme.
La remise de ce prix est accompagnée de 50 000 dollars US.

## Lauréats
| Date | Lauréat(s)                                                                                      | Nationalité                            |
| ---- | ----------------------------------------------------------------------------------------------- | -------------------------------------- |
| 1987 | Cyril Ramaphosa                                                                                 | Afrique du Sud                         |
| 1988 | Javier Pérez de Cuéllar                                                                         | Pérou                                  |
| 1989 | Václav Havel                                                                                    | Tchécoslovaquie                        |
| 1990 | Harlem Désir et SOS Racisme                                                                     | France                                 |
| 1991 | Amnesty International                                                                           |                                        |
| 1992 | Arzu Abdullayeva Anahit Bayandour                                                               | Azerbaïdjan Arménie                    |
| 1993 | Les étudiants pour Sarajevo                                                                     |                                        |
| 1994 | Wei Jingsheng                                                                                   | Chine                                  |
| 1995 | Jeunesse du Fatah Youth Jeunes du parti travailliste israélien et La Paix maintenant            | Palestine Israël                       |
| 1996 | Casa Alianza sous l'impulsion de Bruce Harris                                                   | Guatemala / Honduras / Mexique         |
| 1997 | Salima Ghezali                                                                                  | Algérie                                |
| 1998 | Les médias indépendants de Yougoslavie représentés par Veran Matic Senad Pecanin Victor Ivancic | Yougoslavie Bosnie-Herzégovine Croatie |
| 1999 | L'antiracisme suédois : Kurdo Baksi, Björn Fries                                                | Suède                                  |
| 2000 | Bryan Stevenson                                                                                 | États-Unis                             |
| 2001 | Fazle Hasan Abed                                                                                | Bangladesh                             |
| 2002 | Hanan Achrawi                                                                                   | Palestine                              |
| 2003 | Hans Blix                                                                                       | Suède                                  |
| 2004 | Lioudmila Alexeïeva, Sergueï Kovalev, Anna Politkovskaïa                                        | Russie                                 |
| 2005 | Aung San Suu Kyi                                                                                | Birmanie                               |
| 2006 | Kofi Annan Mossaad Mohamed Ali                                                                  | Ghana Soudan                           |
| 2007 | Parvin Ardalan                                                                                  | Iran                                   |
| 2008 | Denis Mukwege                                                                                   | République démocratique du Congo       |
| 2009 | Carsten Jensen                                                                                  | Danemark                               |
| 2010 | Eyad al-Sarraj                                                                                  | Palestine                              |
| 2011 | Lydia Cacho Roberto Saviano                                                                     | Mexique Italie                         |
| 2012 | Radhia Nasraoui Waleed Abulkhair                                                                | Tunisie Arabie saoudite                |
| 2013 | Rosa Taikon                                                                                     | Suède                                  |
| 2014 | Xu Youyu                                                                                        | Chine                                  |
| 2015 | Gideon Levy Mitri Raheb                                                                         | Israël Palestine                       |
| 2016 | Spyridon Galinos Giusi Nicolini                                                                 | Grèce Italie                           |
| 2017 | Hédi Fried Emerich Roth                                                                         | Suède                                  |
| 2018 | Daniel Ellsberg                                                                                 | États-Unis                             |
| 2019 | John le Carré                                                                                   | Royaume-Uni                            |
| 2020 | Black Lives Matter                                                                              | États-Unis                             |
| 2022 | Patricia Gualinga                                                                               | Équateur                               |
| 2023 | Marta Chumalo (uk) Eren Keskin Narges Mohammadi                                                 | Ukraine Turquie Iran                   |
| 2024 | Bellingcat                                                                                      | Pays-Bas                               |
| 2025 | Utoya                                                                                           | Norvège                                |